# KMyMoney
KMyMoney – aplikacja do zarządzania budżetem osobistym, z angielskiego my money oznacza „moje pieniądze”.
KMyMoney jest wolnym oprogramowaniem, napisanym w C++. Daje możliwość importowania/eksportowania danych w formacie QIF. Naturalnym środowiskiem jest KDE z gałęzi 4.x jednakże do poprawnego działania aplikacji potrzebne są tylko podstawowe biblioteki, a nie całe KDE. KMyMoney działa pod każdym systemem operacyjnym, dla którego jest napisane KDE 4.